# 레오폴트슈타트
인네레슈타트(독일어: Leopoldstadt)는 오스트리아 빈의 제 2구역이다. 지명은 신성 로마 황제 레오폴트 1세에 연관되어 있다.

## 같이 보기
- 오스트리아 유대인